# Hexaspiron nigericum
Hexaspiron nigericum är en hakmaskart som beskrevs av Dollfus och Yves-Jean Golvan 1956. Hexaspiron nigericum ingår i släktet Hexaspiron och familjen Neoechinorhynchidae. Inga underarter finns listade i Catalogue of Life.